# Прерійний центр вивчення української спадщини
Прерійний центр вивчення української спадщини (англ. The Prairie Centre for the Study of Ukrainian Heritage (PCUH)) — академічний підрозділ коледжу Св. Томаса Мора, коледжу гуманітарних мистецтв, який об'єднався з університетом Саскачевану. Ініційований у 1998 році та офіційно створений в 1999 році, його місія — сприяти поглибленому вивченню різних аспектів української спадщини, культури та життя; зберігати документальні матеріали, що стосуються такого дослідження; та поширювати результати, проведені під його егідою.
Прерійний центр вивчення української спадщини продовжує давню та новаторську традицію українознавства в університеті Саскачевану. Центр допомагає підтримувати університетську ступінь української студії; студентів-аспірантів, які працюють у цій галузі; а також програми та проекти, які сприяють більш широкому розумінню та оцінці українського досвіду в Канаді та за кордоном. Створений як партнерство між громадою та університетом та підтриманий наділеними коштами, Центр є важливим зв'язком між Університетом Саскачевану та більш широкою провінційною українською канадською громадою.
Робота Центру ведеться під керівництвом директора Прерійний центру вивчення української спадщини, академічного призначення коледжу Св. Томаса Мора.

## Директори Прерійного центру вивчення української спадщини
- Доктор Богдан Кордан (директор-засновник) (1998—2004);
- Преподобний доктор Мирослав Татарин (тимчасовий директор) (2004—2005);
- Доктор Наталія Ханенко-Фрізен (2005—2007);
- Доктор Богдан Кордан (2007—2009);
- Доктор Наталія Ханенко-Фрізен (2009—2013);
- Доктор Богдан Кордан (2013 -).